# Марк Тодд
Ма́рк Дже́ймс То́дд (англ. Mark James Todd; нар. 1 березня 1956, м. Кембридж, Нова Зеландія) — новозеландський вершник, що спеціалізується на змаганнях з триборства та конкуру. Був визнаний Міжнародною федерацією кінного спорту найкращим вершником XX століття. Дворазовий чемпіон та багаторазовий призер Олімпійських ігор, дворазовий переможець Всесвітніх кінних ігор, чотириразовий переможець Бадмінтонського турніру з триборства. Учасник шістьох Олімпіад (1984, 1988, 1992, 2000, 2008, 2012).

## Біографія
Марк Тодд народився у австралійському місті Кембридж. З дитинства Марк бажав бути вершником та почав займатися кінним спортом у дитячому поні-клубі. Тодд планував стати жокеєм, проте швидко виріс майже до 190 см, через що був змушений перейти до занять конкуром. Відзначаючи його навички верхової їзди, член збірної Нової Зеландії Ендрю Ніколсон зазначив: «Марк може їздити на будь-чому — він може пройти крос по пересіченій місцевості на молочній корові!». Закінчивши школу, Тодд вирішив зайнятися фермерством та отримав диплом Технологічного університету Ваїкато з сільськогосподарської справи.
У 1978 році Марк був у складі збірної Нової Зеландії на Чемпіонаті світу з триборства, що відбувся у Лексингтоні. Він доволі вдало, як для новачка, розпочав змагання, посідаючи 10-те місце після виїздки, та друге після бігу з перешкодами, однак його кінь на ім'я Tophunter зійшов з дистанції під час кросу по пересіченій місцевості. Цей чемпіонат відкрив Марку очі на світове триборство. Він вирушив до Англії, де отримав змогу прогресувати та змагатися на новому для себе рівні. З першої ж спробу він виграв престижний Бадмінтонський турнір з триборства у 1980 році на коні Southern Comfort III.
У 1984 році Тодд здобуває своє перше олімпійське «золото», випередивши американку Карен Стівенс у індивідуальних змаганнях з триборства на Олімпіаді у Лос-Анджелесі. Це був перший подібний успіх і у кар'єрі молодого вершника, і у історії кінного спорту Нової Зеландії загалом. Марка Тодда цілком справедливо вважають піонером новозеландського триборства. Його успіх був прикладом для партнерів по збірній, серед яких слід виокремити таких вершників, як Тінкс Поттінгер, Вон Джефферіс, Вікі Латта, Саллі Кларк та Ендрю Ніколсон. Джефферіс якось сказав: «Ми всі у великому боргу перед Марком. Він був першим та проклав шлях усім нам».
1986 рік також видався багатим на події — як спортивні, так і особистого характеру. Після тріумфу на олімпійському турнірі дворічної давнини усі чекали від Тодда повторення успіху на Чемпіонаті світу з триборства, що відбувався у австралійському Гавлері. Однак Марк посів лише 10-те місце у особистому заліку, а збірна Нової Зеландії зупинилася за крок до третьої сходинки. Однак того ж року сталася і приємна подія у житті Тодда — він одружився з Каролін Беррі, у шлюбі з якою й народилися його діти: Лорен та Джеймс.
На наступних Олімпійських іграх у Сеулі, які відбулися у 1988 році, Марк Тодд впевнено продемонстрував, що невдача на Чемпіонаті світу була лише прикрою випадковістю. Новозеландський вершник впевнено здобув свою другу поспіль золоту медаль у індивідуальному заліку та додав до неї «бронзу», яку здобув разом з командою. Завдяки цим досягненням Тодд став володарем «Halberg Award» за значний внесок у розвиток спорту Нової Зеландії.
Наступні роки були дещо невдалими для Марка у індивідуальних змаганнях — починаючи з 1988 року він жодного разу не підіймався на п'єдестал пошани у особистому заліку. Більше того, на Олімпійських іграх 1992 Тодду взагалі не вдалося фінішувати, а на Всесвітніх кінних іграх 1994 він посів низьке 47-ме місце. Втім, його колекція медалей значно поповнилася завдяки командним змаганням — на Всесвітніх кінних іграх 1990 у Стокгольмі новозеландці здобули «золото», а на Олімпіаді у Барселоні — «срібло».
У 1996 році Марк змушений був пропустити Олімпійські ігри 1996 у Атланті через травму коня, однак того ж року в черговий раз переміг на Бадмінтонському турнірі. Наступного року Тодда, як гостя, запросили взяти участь у Чемпіонаті Європи з триборства, де він впевнено посів перше місце, проте медаль так і не отримав — у офіційний залік йшли лише результати європейських спортсменів. А у 1998 році новозеландець тріумфував на Всесвітніх кінних іграх 1998 у Римі, здобувши «золото» у особистому заліку та «бронзу» у командних змаганнях. Вперше з 1978 року, коли Марк дебютував на світових чемпіонатах, йому вдалося зійти на п'єдестал у особистій першості.
У 1999 році за результатами міжнародного голосування Марка Тодда було визнано найкращим вершником-триборцем світу XX століття. А вже наступного року, на Олімпіаді 2000 у Сіднеї, новозеландець додав до своєї скарбниці ще одну медаль бронзового ґатунку — за виступи у особистих змаганнях. Однак його успіх був міг би бути й більш вагомим, якби не скандал, що сколихнув суспільство напередодні головних змагань чотириріччя. В середині літа одна з лондонських газет звинуватила Марка у гомосексуальності та вживанні кокаїну. Обвинувачення у нетрадиційній сексуальній орієнтації Тодд залишив без коментарів, а ось з другим ствердженням миритися не схотів та пройшов допінг-тест для підтвердження своїх слів.
Одразу ж після закінчення Олімпіади у Сіднеї Марк заявив про завершення кар'єри. Разом з дружиною та дітьми він повернувся до Нової Зеландії на ферму Рівермонт, розташовану неподалік від його рідного міста, де зосередився на розведенні коней та комерційних справах з виготовлення та продажу збруї й іншого знаряддя для вершників. Його чистокровні верхові мали значний попит, ставали переможцями багатьох новозеландських турнірів. Тодд залишався тісно пов'язаним з керівництвом збірної Нової Зеландії з триборства та навіть відгукнувся на пропозицію очолити олімпійську команду країни на Іграх 2004 у Афінах. Крім цього Марк займався популяризацією кінного спорту у себе на батьківщині та час від часу брав участь у внутрішніх змаганнях.
25 січня 2008 року видання «Horse & Hound» повідомило, що Марк Тодд після 8-річної перерви збирається знову повернутися до великого спорту. Спеціально для участі у пекінській Олімпіаді він придбав 10-річного мерина на ім'я Gandalf. Без проблем кваліфікувавшись на Ігри у Пекіні, Тодд одначе не зміг скласти серйозну конкуренці провідним вершникам, посівши у підсумку лише 17-те місце у індивідуальному заліку. У лютому 2009 року він повідомив про те, що повноцінно повертається до занять триборством на найвищому рівні та знову переїжджає до Англії, де розміститься зі своєю командою та вісьмома конями.
У 2010 році на Всесвітніх кінних іграх у Лексингтоні Марк посів 11-те місце у особистому заліку та допоміг команді підійнятися на третю сходинку у командних змаганнях. Цей результат дозволив з оптимізмом дивитися у бік наступних Олімпійських ігор у Лондоні, де на Тодда покладалися великі надії. Результат виступу і самого Марка, і його команди був майже ідентичний тому, який вони показали у Лексингтоні — новозеландська збірна знову стала бронзовим призером Ігор у командній першості, а сам вершник посів 12-ту сходинку у індивідуальному заліку.

## Спортивні результати[9]

### Триборство
| Рік  | Змагання                           | Місто               | Кінь                         | МО  | МК |
| ---- | ---------------------------------- | ------------------- | ---------------------------- | --- | -- |
| 2012 | Літні Олімпійські ігри 2012        | Лондон              | Campino                      | 12  | 3  |
| 2010 | Всесвітні кінні ігри 2010          | Лексингтон          | Grass Valley                 | 11  | 3  |
| 2008 | Літні Олімпійські ігри 2008        | Пекін               | Gandalf                      | 17  | 5  |
| 2000 | Літні Олімпійські ігри 2000        | Сідней              | Eyespy II & Diamond Hall Red | 3   | -  |
| 1998 | Всесвітні кінні ігри 1998          | Рим                 | Broadcast News               | 2   | 1  |
| 1997 | Чемпіонат Європи з триборства 1997 | Берлі-Хауз          | Broadcast News               | 1   | -  |
| 1995 | Чемпіонат Європи з триборства 1995 | Пратоні дель Віваро | Kayem                        | 4   | -  |
| 1994 | Всесвітні кінні ігри 1994          | Гаага               | Just an Ace                  | 47  | 6  |
| 1992 | Літні Олімпійські ігри 1992        | Барселона           | Welton Greylag               | DNF | 2  |
| 1990 | Всесвітні кінні ігри 1990          | Стокгольм           | Bahlua                       | 5   | 1  |
| 1988 | Літні Олімпійські ігри 1988        | Сеул                | Charisma                     | 1   | 3  |
| 1986 | Чемпіонат світу з триборства 1986  | Гавлер              | Charisma                     | 10  | 4  |
| 1984 | Літні Олімпійські ігри 1984        | Лос-Анджелес        | Charisma                     | 1   | 6  |
| 1978 | Чемпіонат світу з триборства 1978  | Лексингтон          | Tophunter                    | DNF | ?  |

### Конкур
| Рік  | Змагання                    | Місто     | Кінь                   | МО | МК |
| ---- | --------------------------- | --------- | ---------------------- | -- | -- |
| 1992 | Літні Олімпійські ігри 1992 | Барселона | Loro Piana Double Take | 34 | 15 |
| 1988 | Літні Олімпійські ігри 1988 | Сеул      | Bago                   | 26 | 12 |

## Коні
Марк Тодд став вельми відомим спортсменом у своїй країні і деякі з коней, якими він керував, також набули неабиякої популярності. Найбільш помітною серед них була Charisma, чистокровна верхова з невеликою домішкою першерона висотою 157 см, на якій Марк двічі поспіль ставав переможцем Олімпійських ігор у 1984 та 1988 роках. Після ігор у Сеулі Charisma була відправлена на ферму у Ваїкато, проте іноді брала участь у публічних виступах разом з Тоддом. У 2003 році у віці 30 років її було приспано на фермі Рівермонт через серйозне пошкодження плеча.
Іншим конем, на якому Марк Тодд здобув більше однієї медалі на провідних світових турнірах, був мерин на ім'я Broadcast News. Разом з ним новозеландський вершник завоював «золото» та «срібло» Всесвітніх кінних ігор 1998 у Римі, а також як запрошений спортсмен посів перше місце на Чемпіонаті Європи з триборства 1997. Окрім цього, Broadcast News був під сідлом Вікі Латта, яка зайняла третє місце у командних змаганнях з триборства на Олімпійських іграх 1996.

## Літературна діяльність
Протягом кар'єри Марк Тодд, окрім суто спортивних досягнень, відзначився ще на літературному тлі. З-під його пера вийшли як і мемуарно-автобіографічні твори, так і посібники з занять кінним спортом. Бібліографія новозеландця складається з наступних книжок:
- Mark Todd. Charisma — Threshold Books, 1989. — ISBN 0901366781
- Mark Todd, Gillian Newsum. Mark Todd's Cross-Country Handbook — Northcote House Publishers, 1995. — ISBN 0901366889
- Mark Todd, Genevieve Murphy. One-Day Eventing — Aurum Press, 1995. — ISBN 1854104012
- Mark Todd, Genevieve Murphy. Novice Eventing with Mark Todd — Trafalgar Square Publishing, 1996. — ISBN 1570760543
- Mark Todd. So Far So Good — Orion Publishing Group, 1998. — ISBN 0752826336